# Jeu (Layon)
Der Jeu ist ein Fluss in Frankreich, der im Département Maine-et-Loire in der Region Pays de la Loire verläuft. Er entspringt im beim Weiler La Jariaie, im südwestlichen Gemeindegebiet von Mauges-sur-Loire, entwässert in einem Bogen über Südost nach Nordost und mündet nach rund 21 Kilometern an der Gemeindegrenze von Chalonnes-sur-Loire und Chaudefonds-sur-Layon als linker Nebenfluss in den Layon, der nur etwa 1,5 Kilometer weiter die Loire erreicht.

## Orte am Fluss
(Reihenfolge in Fließrichtung)
- La Jariaie, Gemeinde Mauges-sur-Loire
- Sainte-Christine, Gemeinde Chemillé-en-Anjou
- Neuvy-en-Mauges, Gemeinde Chemillé-en-Anjou
- Le Plessis Bevereau, Gemeinde Mauges-sur-Loire
- La Varenne, Gemeinde Chaudefonds-sur-Layon
- Les Fourneaux, Gemeinde Chalonnes-sur-Loire